# Zohib Islam Amiri
Zohib Islam Amiri (auch Haroon Fakhruddin; * 2. Mai 1987 in Kabul, Afghanistan) ist ein afghanischer Fußballspieler.

## Leben
Amiri kam am 2. Mai 1987 in Kabul als Sohn einer Hazarafamilie zur Welt. Sein Vater betreibt einen Laden in Kabul, seine Mutter ist Hausfrau. Amiri wuchs mit fünf Brüdern und einer Schwester im Kabuler Stadtteil Char-qala auf. Während des Taliban-Regimes in Afghanistan flüchtete Amiris Familie für etwa ein Jahr nach Pakistan.
Als kleiner Junge spielte er laut eigener Aussage auf den Straßen Kabuls; als Fußball benutzte er zunächst zusammengerollten und -genähten Stoff, später Bälle, die er zusammen mit Nachbarskindern kaufte. Er spielte auch in der Fußballmannschaft seiner Schule.

## Karriere

### Verein
Amiri begann seine Karriere beim Kabuler Verein Shoa FC. 2007 wechselte er zu FC Kabul Bank. Von 2011 bis 2014 spielte er beim indischen Verein Mumbai FC. 2014 wechselte er zum indischen Verein Dempo SC, wurde aber kurze Zeit später an den FC Goa verliehen, der in der neu gegründeten Indian Super League spielte. 2015 wechselte er zu DSK Shivajians, wo er bis 2016 unter Vertrag stand, bevor er zu Mohun Bagan wechselte.
Von Januar 2018 bis zum Juli 2019 spielte er dann für New Radiant in der Dhivehi League auf den Malediven. Seitdem steht er beim indischen Zweitligisten Gokulam Kerala FC unter Vertrag.

### Nationalmannschaft
Amiri gab sein internationales Debüt am 5. April 2006 im Testspiel auf den Philippinen (1:1). Später war er Teil des Afghanistan-Kaders für die Südasienmeisterschaft 2011, wo man zum ersten Mal das Finale erreichen konnte, jedoch gegen Indien mit 0:4 verlor. Er war Kapitän seiner Nationalmannschaft bei der Südasienmeisterschaft 2013 und ein wichtiger Bestandteil der afghanischen Verteidigung. Er erzielte Treffer beim 3:0-Sieg über Bhutan sowie beim 3:1-Sieg gegen Sri Lanka. Im Finale gewann seine Mannschaft mit 2:0 gegen die indische Nationalmannschaft.
Im Mai 2014 nahm Amiri mit Afghanistan am AFC Challenge Cup 2014 auf den Malediven teil. Am 22. Mai erzielte er das erste Tor im Spiel gegen Turkmenistan, welches man mit 3:1 gewann. Nach dem letzten Gruppenspiel gegen Laos (0:0), mit dem Afghanistan als Zweitplatzierter die Endrunde erreichte, ereignete sich auf dem Rückweg zum Hotel ein Unfall, wodurch einige Spieler verletzt wurden. Er erlitt leichte Verletzungen, zusammen mit Faisal Sakhizada, Ahmad Hatifie, Belal Arezou und Mustafa Azadzoy. Alle fünf Spieler verpassten dadurch das Halbfinale gegen Palästina (0:2) und schieden aus dem Turnier aus.
Im August 2014 wurde er als einer von drei Ü-23-Spielern für die afghanische U-23-Nationalmannschaft nominiert, die vom 15. September bis zum 22. September bei den Asienspielen antrat. Die Mannschaft schied nach drei Niederlagen gegen Bangladesh (0:1), Hong Kong (1:2) und Usbekistan (0:5) als Letzter der Gruppe B aus; Amiri, der die Mannschaft als Kapitän anführte, erzielte mit seinem Tor zum 1:2-Entstand gegen Hong Kong das einzige Tor der Afghanen im Turnier.
Am 29. März 2015 gab Amiri als einer von sieben Nationalspielern seinen Rücktritt aus der Nationalmannschaft bekannt. Als Grund wurden teaminterne Schwierigkeiten angegeben. Er hat bisher 43 Länderspielen für Afghanistan bestritten. Im November 2016 wurde er erstmals seit über einem Jahr wieder und auf Druck des Vize-Präsidenten des afghanischen Verbandes Mohammad Yousef Kargar für ein Länderspiel (gegen Tadschikistan) nominiert. Aufgrund der Proteste anderer Mitspieler sowie des Trainers, der kurzerhand entlassen wurde, verzichtete man auf einen Einsatz Amiris, der wieder aus Duschanbe zurückflog. Auch unter Otto Pfister wurde er nicht berücksichtigt. Doch ab dem Sommer 2017 wurde er wieder regelmäßig nominiert und auch eingesetzt.